# Prionyx insignis
Prionyx insignis är en biart som först beskrevs av Kohl 1885.  Prionyx insignis ingår i släktet Prionyx och familjen grävsteklar. Inga underarter finns listade i Catalogue of Life.